# 阿塞拜疆伊斯兰教
伊斯蘭教是阿塞拜疆絕大多數派宗教，佔該國約90%人口，其中多數是什葉派。

## 概說
雖然絕大多數阿塞拜疆人自認為穆斯林，但在蘇聯統治時期的調查普遍發現，認為自己是穆斯林的人中，只有不到四分之一的人“對伊斯蘭教的教义有基本的了解”，這個資料是根據研究人員Emil Souleimanov和Maya Ehrmann調查而來。根據在2000年進行的一項調查，受訪者中少於7％認為自己“是虔誠穆斯林”，而只有18％承認會進行薩拉特（伊斯蘭教禮拜）。因此，對許多阿塞拜疆人來說，伊斯蘭教傾向於民族主義認同的身份而非信仰的實踐。在阿塞拜疆穆斯林中估計有五分之四是什葉派中的十二伊瑪目派，其餘屬於遜尼派中的哈納菲法學派，遜尼派主要分佈在阿塞拜疆共和國的北部和西部地區。民間伊斯蘭教被廣泛被信仰，但無蘇菲主義的發展。近年來，一些阿塞拜疆青年人越來越被被伊斯蘭教吸引。 此外，阿塞拜疆的一些年輕女性穆斯林已經決定穿著伊斯蘭蓋頭。